# Rajd przez Polskę
Rajd przez Polskę – gra komputerowa łącząca gatunki wyścigowych i zręcznościowych, wyprodukowana i wydana w roku 1996 przez LK Avalon na platformie Amiga.
W grze można było wybrać jeden z trzech samochodów (Polskiego Fiata 126p, Fiata Cinquecento, Poloneza Caro), różniących się osiągami, którymi można ścigać się pomiędzy polskimi miastami. W grze należy uzupełniać paliwo (stacje rozłożone są co 50 km od miasta docelowego). Podczas rozgrywki auto pozostawało na środku ekranu, droga przesuwała się na lewo i prawo.
Recenzent „Secret Service” stwierdził, że gra nie przynosi kompletnie żadnej przyjemności, apelując by wydawcy przestali wydawać taką szmirę. Dał przy tym grze wyjątkowo niską ocenę 10%.
Recenzent „Top Secretu” próbował bronić tytułu, przyznając mu względnie wysokie oceny. W recenzji nawiązał do The Great American Cross-Country Road Race wydanej w roku 1985 przez Activision, a więc pozycji o 11 lat starszej, wskazywał też niekonsekwencje (czteropasmowe autostrady w całej Polsce, tylko trzy rodzaje aut na polskich drogach, „maluch” wyposażony w automatyczną skrzynię biegów). Skonstatował, że prawdopodobnie niedostatki są spowodowane ograniczeniami pamięci komputera.